# Вильден, Лео
Лео Вильден (нем. Leo Wilden; 3 июля 1936, Дюрен — 5 мая 2022, Кёльн) — западногерманский футбольный защитник, участник ЧМ-1962. Считался одним из лучших футбольных защитников в 1960-е годы.

## Биография

### Игровая карьера
В течение восьми лет играл за «Кёльн», в котором он был ключевым защитником, став одним из творцов успеха команды, которая в 1962 и 1964 годах выигрывала чемпионат Германии. 
Летом 1966 года перешёл в леверкузенский «Байер», в составе которого отыграл три сезона, сыграв также один матч за бельгийский «Сент-Трюйден» и завершил игровую карьеру.
Был в заявке сборную ФРГ на ЧМ-1962, но на турнире не сыграл ни минуты.

### Деловая карьера
По окончании футбольной карьеры был спортивным директором «Байера» с 1969 по 1973 годы, а также работал тренером любительских команд и занимался бизнесом по производству спиртных напитков и табачных изделий. 
С 1995 по 2010 годы  входил в  консультативный совет «Кёльна».

### Смерть
Скончался 5 мая 2022 года в Кёльнё на 86-м году жизни.

## Достижения
«Кёльн»
- Чемпион Германии (2): 1961/62, 1963/64